# Archidiocèse de N'Djaména
L'archidiocèse de N'Djaména (en latin : Archidioecesis Ndiamenanus) est une circonscription ecclésiastique de l'Église catholique au Tchad, un pays d'Afrique centrale. Le diocèse de Fort-Lamy (ancien nom de la ville de N'Djamena) créé en 1955 est élevé au rang d'archidiocèse le 15 octobre 1973. La province ecclésiastique de N'Djaména correspond à l'ensemble du pays.

## Historique
La préfecture apostolique de Fort-Lamy a été érigée le 9 janvier 1947 (territoire pris à la préfecture apostolique de Berbérati et aux vicariats apostoliques de Foumban et de Khartoum), sous l'impulsion de Frédéric de Belinay. Elle a perdu une partie de son territoire le 17 mai 1951 avec l'érection de la préfecture apostolique de Moundou. Elle a été élevée au rang de diocèse le 14 septembre 1951. Ce dernier a perdu à nouveau une partie de son territoire le 22 décembre 1961 avec l'érection du diocèce de Fort-Archambault. C'est à cette même date du 22 décembre 1961 que le diocèse de Fort-Lamy a été élevé au rang d'archidiocèse. Le 15 octobre 1973, il a changé de nom et est devenu l'archidiocèse de N'Djaména. Le 1er décembre 2001, il a perdu une autre partie de son territoire avec l'érection de la préfecture apostolique de Mongo.